# Turniej o Puchar Rybnickiego Okręgu Węglowego 1975
Puchar Rybnickiego Okręgu Węglowego 1975 – zawody żużlowe, mające na celu wyłonienie zwycięzcy turnieju o Puchar ROW. Zawody w 1975 roku wygrał Andrzej Tkocz.

## Finał
- Rybnik, 12 października 1975
- Sędzia: Kłoska

| Msc. | Zawodnik           | Klub         | Pkt  |                |  |
| ---- | ------------------ | ------------ | ---- | -------------- |  |
| 1    | Andrzej Tkocz      | Rybnik       | 14+3 | (3,3,2,3,3)    |  |
| 2    | Antoni Fojcik      | Rybnik       | 14+2 | (2,3,3,3,3)    |  |
| 3    | Piotr Pyszny       | Rybnik       | 12   | (2,3,3,2,2)    |  |
| 4    | Wiktor Kuzniecow   | ZSRR         | 10   | (3,2,1,3,1)    |  |
| 5    | Marek Cieślak      | Częstochowa  | 9    | (3,1,d,2,3)    |  |
| 6    | Władimir Paznikow  | ZSRR         | 9    | (1,3,1,1,3)    |  |
| 7    | Andrzej Wyglenda   | Rybnik       | 8    | (3,0,3,0,2)    |  |
| 8    | Aleksiej Kuzmin    | ZSRR         | 8    | (0,d,3,3,2)    |  |
| 9    | Edward Jancarz     | Gorzów Wlkp. | 8    | (1,2,2,1,2)    |  |
| 10   | Jerzy Wilim        | Rybnik       | 6    | (2,0,1,2,1)    |  |
| 11   | Szamil Nigmatulin  | ZSRR         | 6    | (2,1,2,1,d)    |  |
| 12   | Andrzej Jurczyński | Częstochowa  | 5    | (0,2,1,2,0)    |  |
| 13   | Anatolij Frołow    | ZSRR         | 4    | (0,2,2,0,0)    |  |
| 14   | Aleksiej Rachimow  | ZSRR         | 3    | (1,1,0,0,1)    |  |
| 15   | Władimir Smirnow   | ZSRR         | 2    | (0,0,0,1,1)    |  |
| 16   | Pavel Khlynovsky   | ZSRR         | 2    | (1,1,wu,ns,ns) |  |